# Parafia Trójcy Świętej i Matki Bożej Częstochowskiej w Mochowie
Parafia Trójcy Świętej i Matki Bożej Częstochowskiej w Mochowie – rzymskokatolicka parafia dekanatu Głogówek diecezji opolskiej. Parafia została utworzona w 1844 roku. Mieści się pod numerem 84. Prowadzą ją ojcowie Paulini.
18 czerwca 2023 proboszczem parafii został mianowany o. Kazimierz Wydmański OSPPE.

## Historia
Klasztor Paulinów i Kościół pw. Trójcy Świętej ufundował w 1388 r. książę Władysław Opolczyk. W swej historii klasztor był schronieniem dla obrazu Maki Boskiej Jasnogórskiej. Podczas potopu szwedzkiego, niewielki Mochów odwiedzał król Jan Kazimierz. W 1668 r. klasztor przebudowano, a obok wzniesiono barokowy kościół.
Biskup opolski Andrzej Czaja dekretem z 30 grudnia 2020 ustanowił kościół w Mochowie Sanktuarium Matki Bożej Jasnogórskiej. Dekret wszedł w życie 15 stycznia 2021. Sanktuarium w Mochowie jest trzecim erygowanym i uświęconym tradycją kultu sanktuarium w powiecie prudnickim, po Matki Bożej Loretańskiej w Głogówku oraz św. Józefa w Prudniku.